# Grazer Rathaus

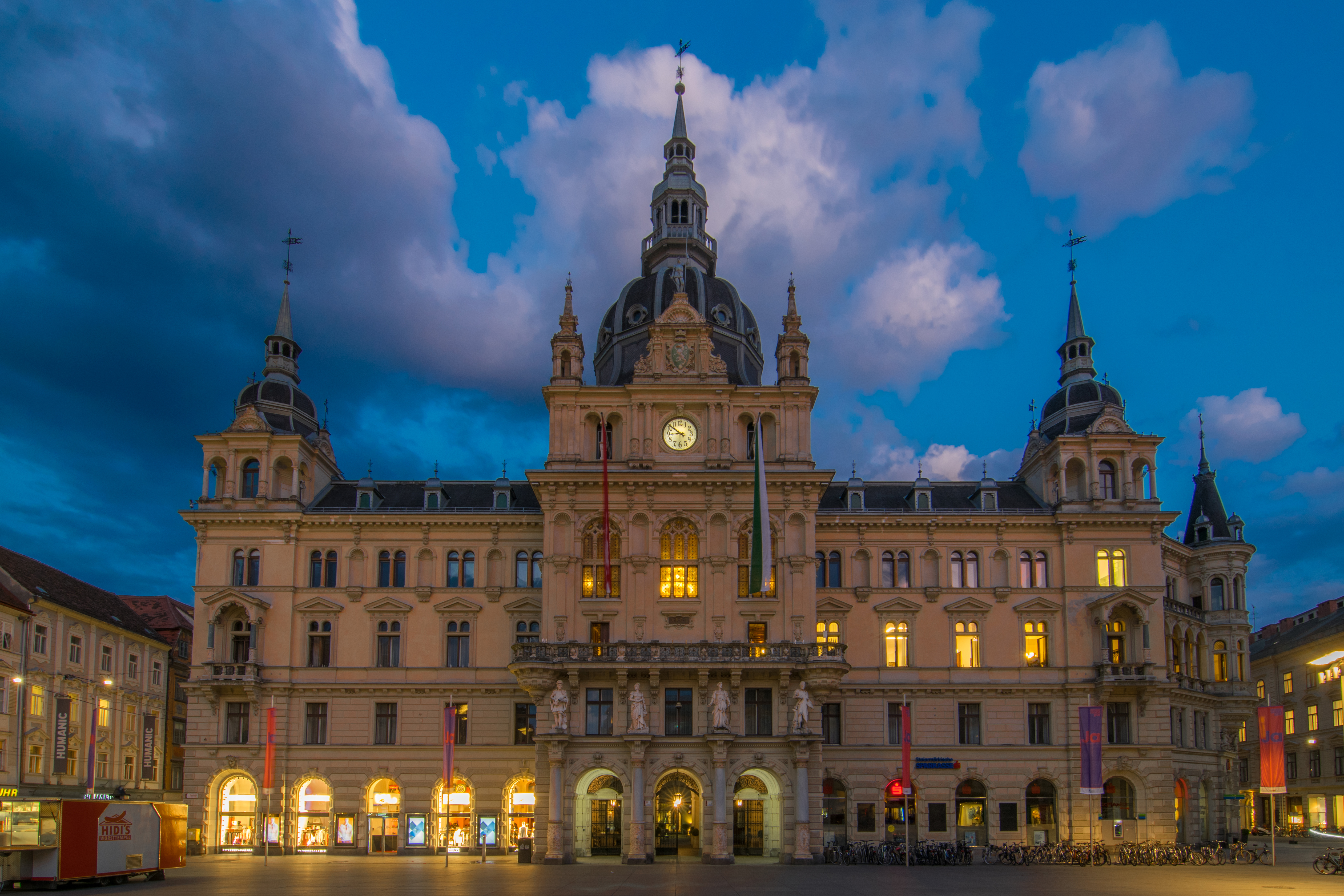
Grazer Rathaus bei Dämmerung

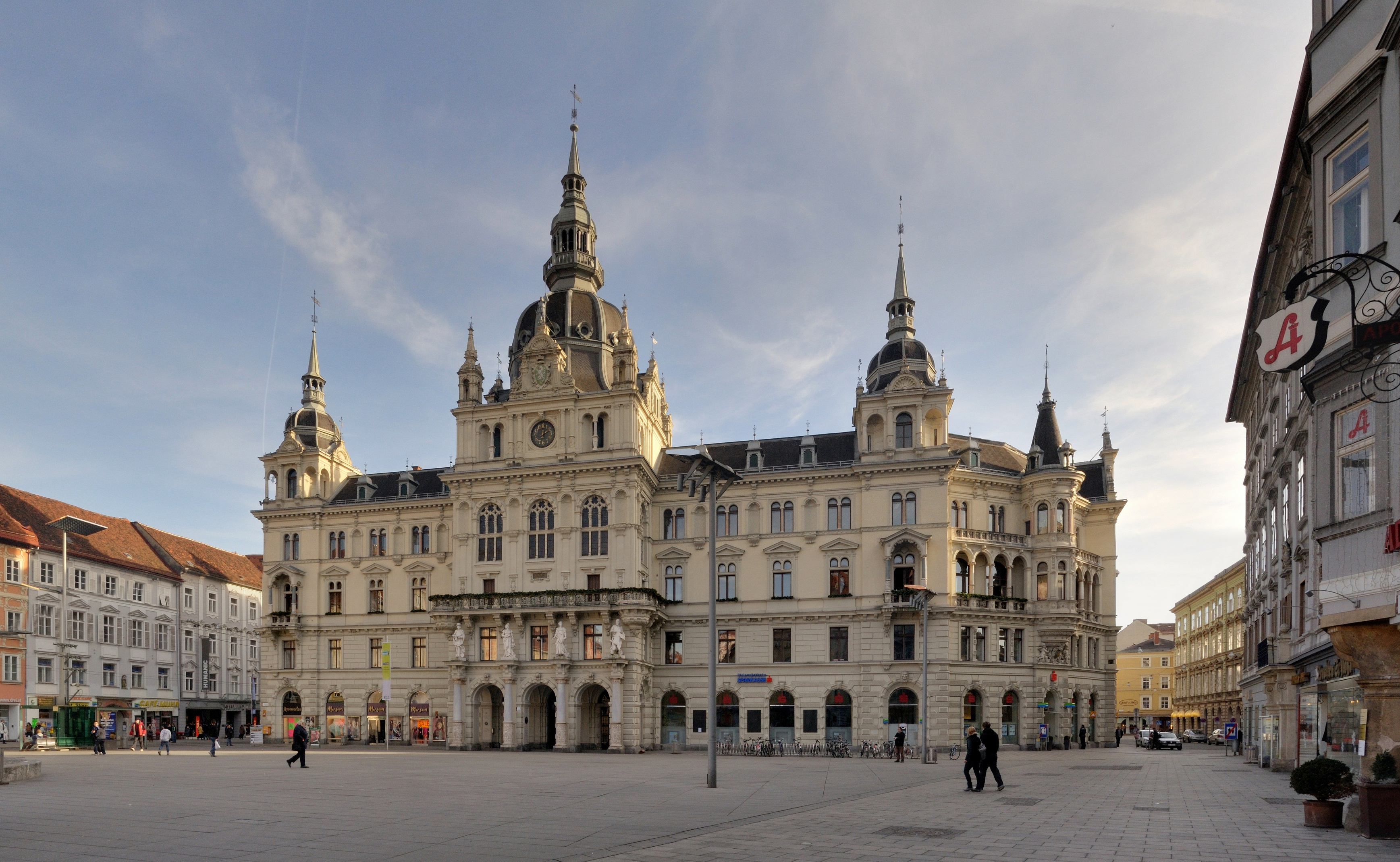
Grazer Rathaus

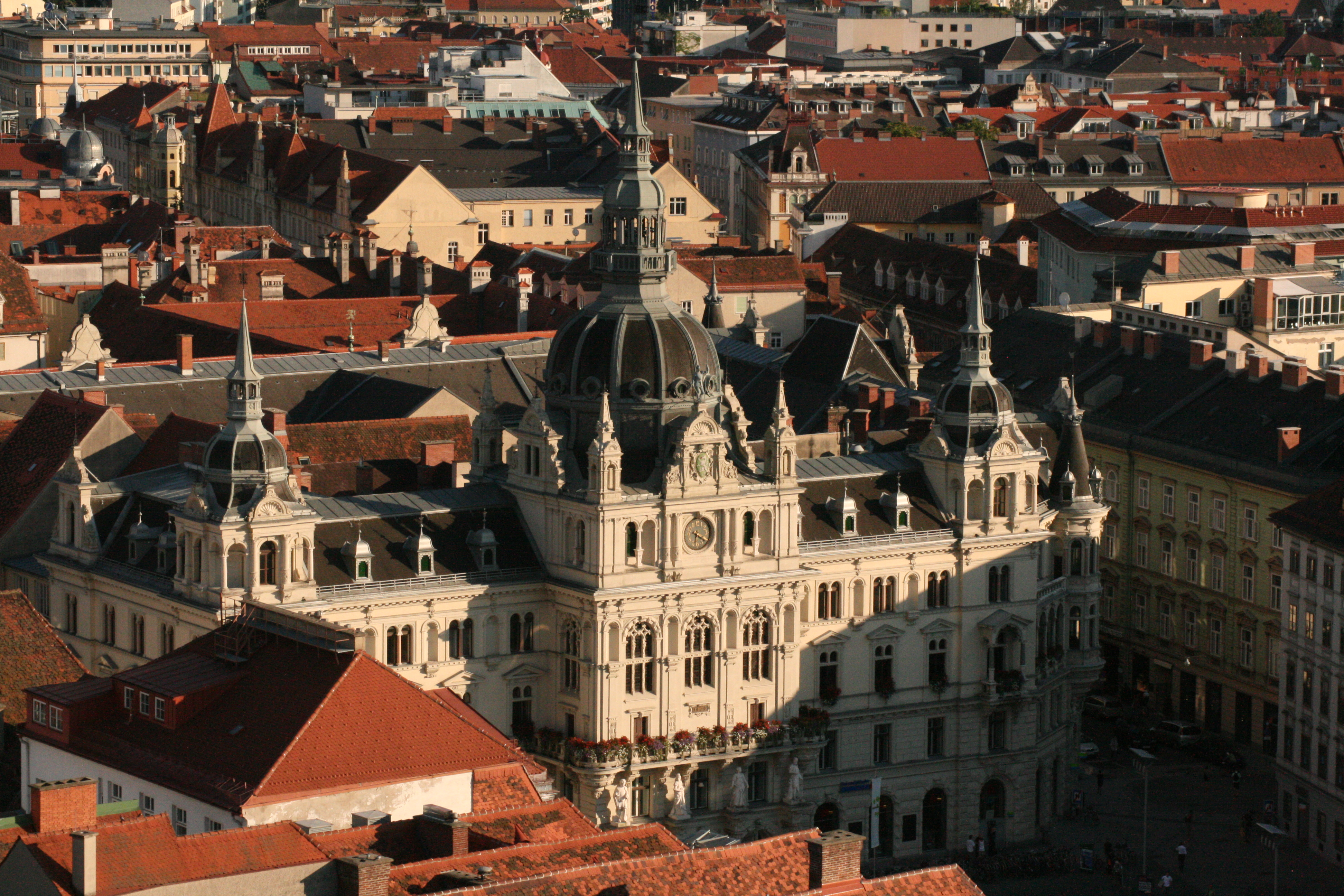
Blick auf das Rathaus vom Schloßberg

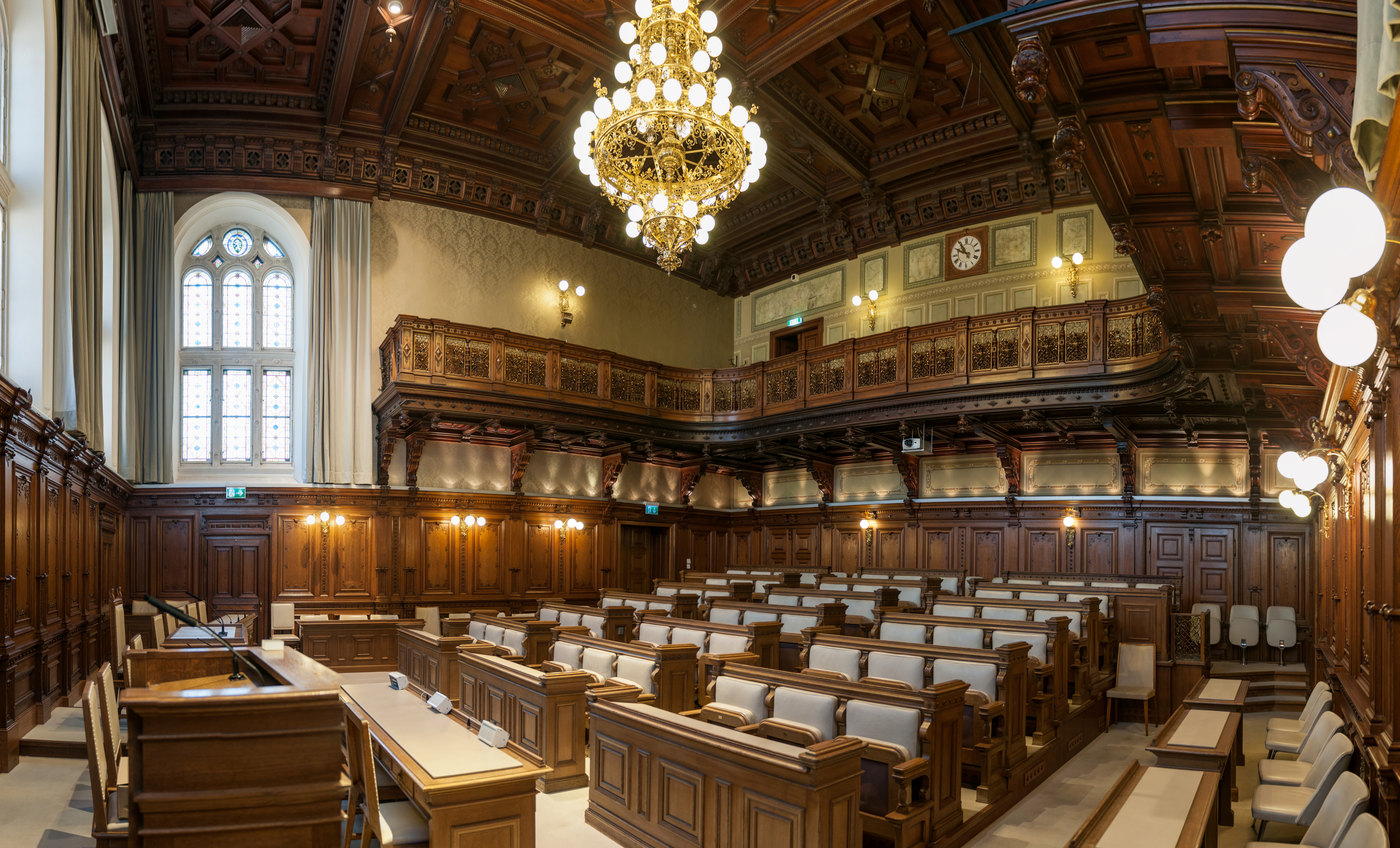
Gemeinderatssitzungssaal

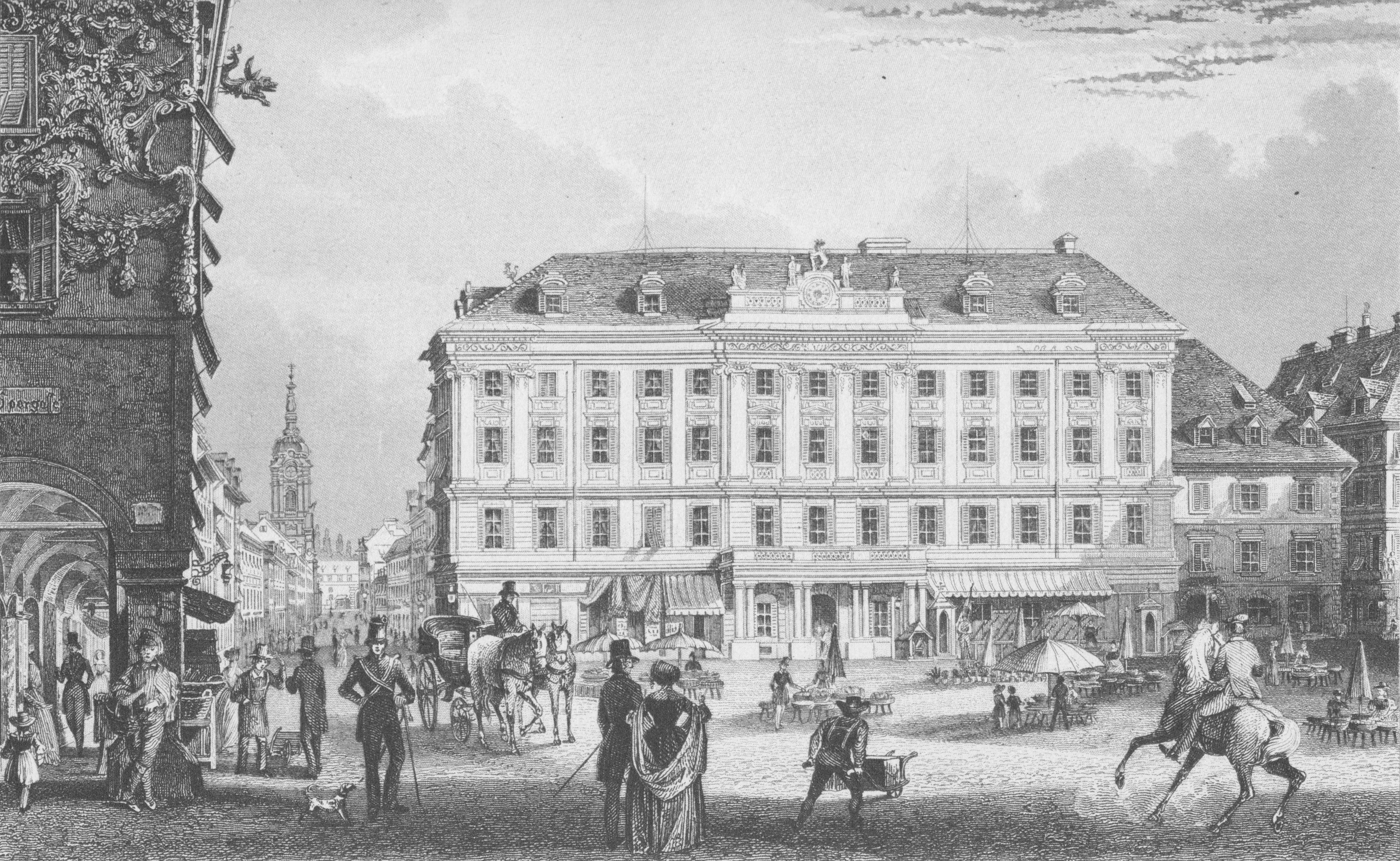
Altes Rathaus, Stahlstich von Conrad Kreuzer (1843)

Das Grazer Rathaus beherbergt den Amtssitz der Grazer Stadtregierung, d. h. des Grazer Bürgermeisters, den Gemeinderat und Teile der Stadtverwaltung.

## Frühere Gebäude
Das erste Rathaus von Graz entstand im Jahr 1450 in der Judengasse. Dieses Alte Kanzlei genannte Gebäude wurde bald zu klein, und so wurde 1550 ein neues Rathaus im Renaissancestil am heutigen Standort am Hauptplatz errichtet. Dieses Gebäude war sehr einfach und nur an den Ecken mit Verzierungen geschmückt. Zum damaligen Zeitpunkt beherbergte es auch die Hauptwache und ein Gefängnis im dritten Stock.
1803 wurde das Gebäude abgerissen und durch einen neuen, klassizistischen Bau ersetzt, der in den Jahren 1805 bis 1807 nach Plänen von Christoph Stadler errichtet wurde. Der Bau kostete 150.000 Gulden, die durch eine eigens eingeführte Weinsteuer aufgebracht wurden.
1869 wurde dieses Rathaus erweitert. 1887 wurde nach Plänen der Architekten Alexander Wielemans und Theodor Reuter mit einem Neubau begonnen, der Teile des Vorgängerbaus einbezog. Für diese Erweiterung wurden umliegende Gebäude angekauft. Da sich aber die Besitzer der Herrengasse 4, 6 und 8 gegen den Abbruch erfolgreich zur Wehr setzten, konnten die Pläne nicht vollständig umgesetzt werden. In den 1960er Jahren stand eine „Abräumung“ (Modernisierung) der reich gegliederten historistischen Fassade und eine vereinfachte Neugestaltung im Sinn des klassizistischen Vorgängerbaus zur Debatte. Bei der Volksbefragung im Juli 1966 entschieden sich die Grazer jedoch mit großer Mehrheit (83 %) für die Beibehaltung der gewohnten Fassade.

## Das Rathaus heute
Das heutige Bild des späthistoristisch-altdeutschen Rathauses entspricht weitgehend dem der letzten Ausbaustufe; der Südtrakt des Gebäudes ist mit dem Jahr 1889, der Haupttrakt mit 1893 datiert. Die Hauptfassade zum Hauptplatz hat einen über die ganze Höhe vorspringenden, kuppelbekrönten Mittelrisalit und Ecktürmchen. Der Fassadenschmuck wurde 1922 stark vereinfacht, dabei wurde das Scheinmauerwerk der Wände in den oberen Stockwerken entfernt und die Fassade geglättet sowie der Schmuck auf den Dächern reduziert und die meisten Statuen in den Wandnischen gingen verloren; nur zwei Sandsteinfiguren (Landsknechte) und eine Sandsteinbüste blieben an der Westfront erhalten. Die Figuren stammten im Original von den Künstlern Hans Brandstetter, Karl Lacher, Karl Peckary, Emanuel Pendl und Rudolf Vital. Die Nischenfiguren zeigen bedeutende Österreicher (etwa Habsburger-Kaiser) sowie die vier großen Allegorien „Die Kunst“, „Die Wissenschaft“, „Der Handel“ und „Das Gewerbe“. Diese vier wurden ab 2001 nachgebildet und an ihrem ursprünglichen Ort aufgestellt.

## Hauptportal, Gliederung, Nutzung und Aufgang zur Dachlaterne
Am mit vier Säulen vorstehenden Portal Hauptplatz Nr. 1–2 führt mittig eine Durchfahrt mit einer Halle in einen weitgehend verbauten Hof, der seit einigen Jahren als Gastgarten an das benachbarte Cafe Sacher vermietet ist. An der Fassade über der Einfahrt stehen vier Allegorie-Figuren. In den Erdgeschoßräumen links der Durchfahrt war viele Jahre lang die Buchhandlung Pock eingemietet. Rechts vom Portal bis in die Schmiedgasse reichend befindet sich eine Filiale der Steiermärkischen Sparkasse, deren Nutzungsrecht auf die Finanzierung der Errichtung des Rathauses zurückgeht. Auch in der Landhausgasse, rechts von der dortigen Einfahrt und in der Herrengasse, sind Geschäfte eingemietet.
Rechts der Einfahrt ragt der geräumige Stiegenhaus-Risalit mit quadratischem Grundriss in den Hof hinein, in dem drei rechtswindende Stiegenläufe pro Etagenschritt bis in den dritten Stock führen. Ein 8-Personen-Lift koppelt am Stiegenhaus an und zusätzlich barrierefrei hofseitig nächst der Durchfahrt.
Im ersten Stock liegt über der Einfahrtshalle der Trauungssaal. Er wurde in den letzten 20 Jahren zweimal umgebaut und ist seit 2013 auch für nicht-heterosexuelle Verpartnerungen offen.
Der Gemeinderatssitzungssaal darüber hat eine Raumhöhe von zwei Normalgeschoßen. Im zweiten Stock befindet sich der Zugang zur Sitzungsebene, an deren Fassadenvorsprung ein dreiseitiger Balkon mit geringer Tiefe verläuft. Von hier hielt Adolf Hitler in den 1930er Jahren eine Ansprache zu zahlreich erschienenem Publikum am Hauptplatz. Rechts vom Sitzungssaal (zum Hauptplatz schauend) zur Herrengasse hin liegt auf dieser Etage das Büro des Bürgermeisters. Gegenüber folgt dem GR-Sitzungssaaleingang ein Vorraum und ein kleiner Saal, der für Steh-Empfänge genutzt wird und der Stadtsenatssitzungssaal, der zur Schmiedgasse schaut.
Im 3. Stock befindet sich der Zugang zur Besuchergalerie des GR-Sitzungssaals. In den Trakten zur und entlang der Schmiedgasse und weiter der Landhausgasse liegen Büros der Stadträte und Gemeinderatsclubs. In den hofseitigen Gängen werden Schautafeln über bedeutende Frauen gezeigt, die in Graz wirkten. Die Gänge im Landhausgassentrakt werden in zwei Stockwerken als Galerie für Fotografie und junge Kunst mit wechselnden Ausstellungen genutzt.
Rechts neben dem Hauptportal beginnt am Gang eine in der Regel verschlossene Tür zu einer verwinkelten Treppe auf den Dachboden. Von hier gelangt man in den Boden über dem GR-Sitzungssaal, der in einer gemauerten Kammer das mechanische Uhrwerk der Rathausuhr beherbergt. Die Mittelachse des Raums unter der Dachkuppel wird von einem genieteten Blechrohr (aus etwa 1890) gebildet – etwa 102 cm Außendurchmesser und etwas über 20 m Länge, das die warme Abluft des Sitzungssaals durch Kaminwirkung nach oben leitet. Dieses Rohr nimmt weitere vier seitlich herangeführte Abluftrohre gleicher Bauart von etwa 40 cm Durchmesser und eine neuere Blechabluftleitung mit rechteckigem Querschnitt auf. Über ab dem Gang insgesamt 110½ Stufen, 83 davon direkt um das zentrale Rohr gewendelt, steigt man zu der der Kuppel aufgesetzten Laterne hinauf, die auf einem Balkon rundum begehbar ist. Hier liegen Mobilfunk-Antennen. Das Abluftrohr öffnet sich rundum mit Jalousieschlitzen und zusätzlich – regengeschützt – in der darüberliegenden, kleineren Laterne. Diese birgt oberhalb des Rohrabschlusses noch eine Pressluftsirene des Landeswarnsystems.